# Periploma
Periploma is een geslacht van tweekleppigen uit de  familie van de Periplomatidae.

## Soorten
- Periploma aleuticum (A. Krause, 1885)
- Periploma andamanicum (E. A. Smith, 1904)
- Periploma beibuwanense Xu, 1999
- Periploma camerunense Cosel, 1995
- Periploma carpenteri Dall, 1896
- Periploma compressum d'Orbigny, 1846
- Periploma coquettae Van Regteren Altena, 1968
- Periploma discus Stearns, 1890
- Periploma fracturum Boshoff, 1968
- Periploma fragile (Totten, 1835)
- Periploma hendrickxi Valentich-Scott & Coan, 2010
- Periploma indicum Melvill, 1898
- Periploma inequale (C.B. Adams, 1842)
- Periploma kaiserae Valentich-Scott & Coan, 2010
- Periploma lagartillum Olsson, 1961
- Periploma leanum (Conrad, 1831)
- Periploma lenticulare G.B. Sowerby I, 1834
- Periploma margaritaceum (Lamarck, 1801)
- Periploma multigranosum Xu, 1999
- Periploma nanshaense Xu, 1999
- Periploma orbiculare Guppy, 1882
- Periploma ovatum d'Orbigny, 1846
- Periploma papyratium (Say, 1822)
- Periploma planiusculum G.B. Sowerby I, 1834
- Periploma rosewateri F. R. Bernard, 1989
- Periploma sanctamarthaense Ardilla & Diaz, 1998
- Periploma skoglundae Valentich-Scott & Coan, 2010
- Periploma stearnsii Dall, 1896
- Periploma teevani Hertlein & Strong, 1946